# Kabuna Village
Kabuna Village är en ort i Kiribati.   Den ligger i örådet Tabiteuea och ögruppen Gilbertöarna, i den sydöstra delen av landet, 400 km sydost om huvudstaden Tarawa. Kabuna Village ligger 12 meter över havet och antalet invånare är 204.
Terrängen runt Kabuna Village är mycket platt.  Närmaste större samhälle är Eita Village, 14,5 km nordväst om Kabuna Village. 